# Rocío Sánchez Moccia
Rocío Sánchez Moccia (Buenos Aires, 2 augustus 1988) is een Argentijns hockeyster. Ze nam eenmaal deel aan de Olympische Zomerspelen en behaalde hierbij één zilveren medaille. 

## Loopbaan
In 2012, op de Olympische Spelen in Londen, bereikte ze met de Argentijnse hockeyploeg de finale. Daarin werd met 2-0 verloren van Nederland.
Ze won drie keer de Champions Trophy in 2012, 2014 en 2016.

## Erelijst
- 2011 –  Champions Trophy in Amstelveen (Nederland)
- 2011 –  Pan-Amerikaanse Spelen in Guadalajara (Mexico)
- 2012 –  Champions Trophy in Rosario (Argentinië)
- 2012 –  Olympische Spelen in Londen (Engeland)
- 2014 –  WK hockey in Den Haag (Nederland)
- 2014 –  Champions Trophy in Mendoza (Argentinië)
- 2015 –  Pan-Amerikaanse Spelen in Toronto (Canada)
- 2015 –  Hockey World League in Rosario (Argentinië)
- 2016 –  Champions Trophy te Londen (Engeland)
- 2018 –  Champions Trophy te Changzhou (China)